# キヤノン EOS-1D
キヤノン EOS-1D（キヤノン・イオスワンディー）は、キヤノン製デジタル一眼レフカメラである。上位機種にフルサイズセンサー搭載のEOS-1Ds、下位機種にEOS 5D、EOS 10D、EOS Kiss デジタルがある。業界でも希少なAPS-HサイズのCMOSセンサーを一貫して搭載している。
なお、ここでは後継機種のEOS-1D MarkII、EOS-1D MarkII N、EOS-1D MarkIII、EOS-1D MarkIVについても取り上げる。

## EOS-1D

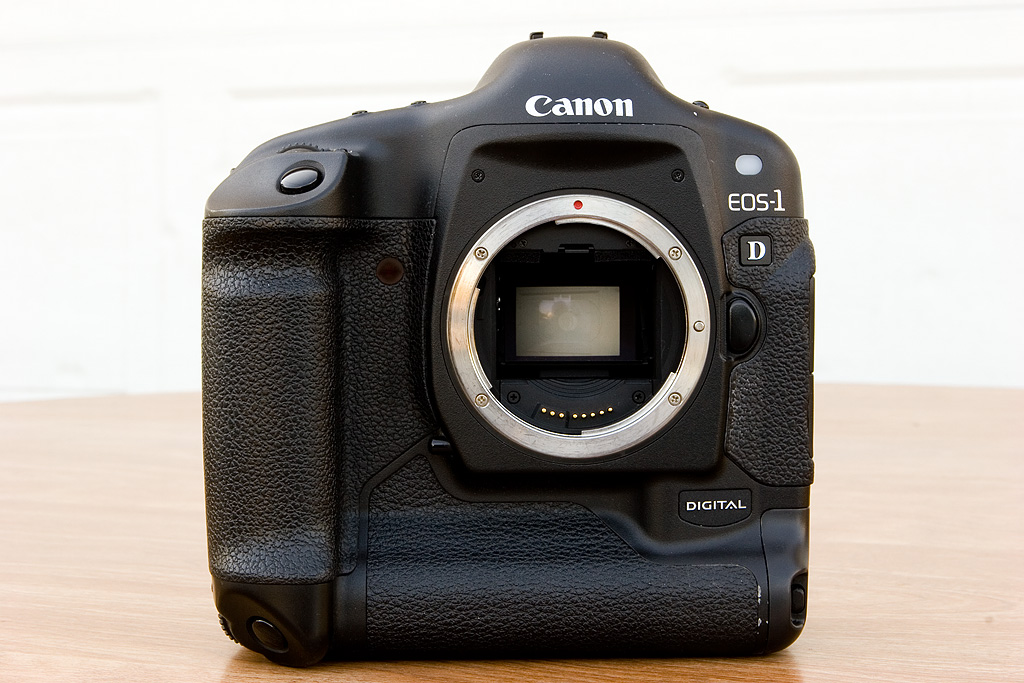
キヤノン EOS-1D

2001年12月発売。独自開発のCCDと「高性能映像エンジン（後のDIGIC）」を搭載。

### 主な仕様
| 撮影素子           | 28.7×19.1mmAPS-HサイズCCDセンサー他社製                                                                |
| 有効画素数         | 約415万画素（総画素448万画素）                                                                         |
| レンズマウント     | キヤノンEFマウント                                                                                     |
| フォーカス         | 45点オートフォーカス                                                                                   |
| ISO感度            | 200 - 1600 1/3段ステップ（3200相当への拡張設定可能）                                                   |
| シャッター速度     | 1/16000-30秒（1/3段ステップ）、バルブ、X=1/500秒                                                       |
| シャッター         | 撮像素子による電子シャッターと、電子制御式・フォーカルプレーンシャッターを併用                         |
| 測光方式           | 21分割TTL開放測光（評価測光、部分測光、スポット測光、中央部重点平均測光）                              |
| 露出補正           | ±3段（1/3段ステップ）                                                                                  |
| 調光               | E-TTL自動調光対応                                                                                      |
| ホワイトバランス   | オート、太陽光、日陰、くもり、電球、蛍光灯、ストロボ、マニュアル、色温度指定、カスタムホワイトバランス |
| ファインダー視野率 | 上下左右とも約100%                                                                                     |
| ファインダー倍率   | 0.72倍（50mmレンズ・∞・－1dpt）                                                                        |
| モニタ             | 12万画素2.0インチTFT液晶モニタ                                                                         |
| 連写枚数           | 約8枚/秒（高速連写）、約3枚/秒（低速連写）                                                             |
| 大きさ             | 156（幅）×157.6（高さ）×79.9（奥行）mm                                                                 |
| 重量               | 1,250g（本体のみ、バッテリー335g）                                                                     |

#### 連写可能最大枚数
| JPEG               | 約21コマ |
| RAW                | 約16コマ |
| JPEG・RAW 同時記録 | 約16コマ |

1. ↑  JPEGラージ（ファイン）、JPEG]ラージ（ノーマル）、JPEGスモール（ファイン）
2. ↑  RAW+JPEGラージ（ファイン）、RAW+JPEGラージ（ノーマル）、RAW+JPEGスモール（ファイン）

## EOS-1D MarkII

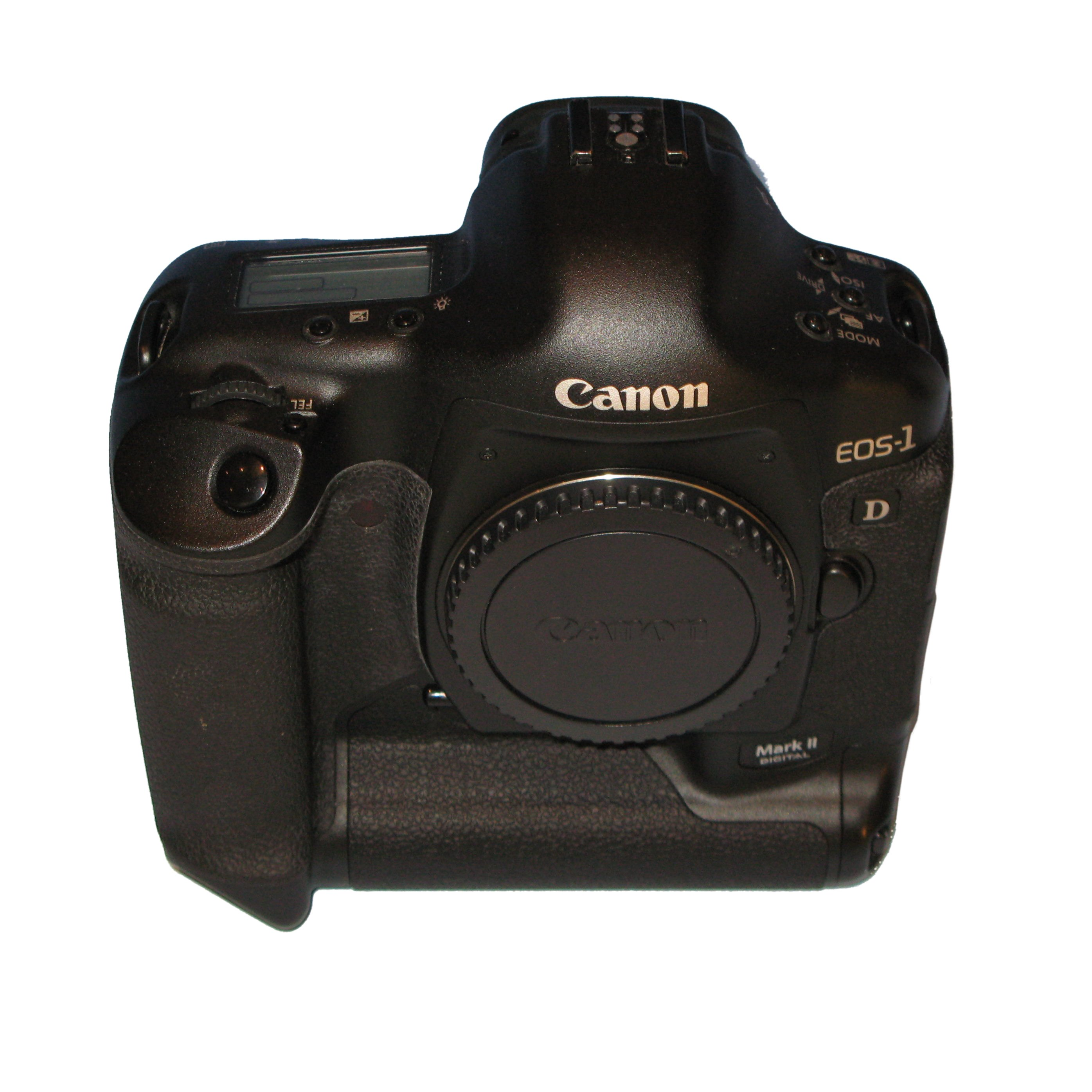
キヤノン EOS-1D MarkII

2004年4月に発売されたEOS 1Dの後継機。「高性能映像エンジン」の後継であるDIGICIIを採用している。また、この機種からイメージセンサがCCDからCMOSへと変更になった。

### 主な仕様
| 撮影素子           | 28.7×19.1mmAPS-HサイズCMOSセンサー自社製                                                                                 |
| 有効画素数         | 約820万画素（総画素約850万画素）                                                                                         |
| 映像エンジン       | DIGIC II |
| レンズマウント     | キヤノンEFマウント |
| フォーカス         | 45点オートフォーカス |
| ISO感度            | 100 - 1600相当、1/3・1段ステップ（3200相当への増感拡張、50相当への減感拡張設定可能）                                     |
| シャッター速度     | 1/8000 - 30秒（1/3段ステップ）、バルブ、 X＝1/250秒                                                                      |
| シャッター         | 電子制御式・フォーカルプレーンシャッター                                                                                 |
| 測光方式           | 21分割TTL開放測光（評価測光、部分測光、スポット測光、中央部重点平均測光）                                                |
| 露出補正           | ±3段（1/3ステップ） |
| 調光               | E-TTL自動調光対応 |
| ホワイトバランス   | オート、太陽光、日陰、くもり、白熱電球、白色蛍光灯、ストロボ、マニュアル、色温度数値・直接設定、カスタムホワイトバランス |
| ファインダー視野率 | 上下左右とも約100% |
| ファインダー倍率   | 0.72倍（50mmレンズ・∞・－1dpt）                                                                                          |
| モニタ             | 23万ドット2.0インチTFT液晶モニタ                                                                                         |
| 連写枚数           | 約8.5枚/秒（高速連写）、約3枚/秒（低速連写）                                                                             |
| 大きさ             | 156（幅）×157.6（高さ）×79.9（奥行）mm                                                                                   |
| 重量               | 1,220g（本体のみ、バッテリー335g）                                                                                       |

#### 連写可能最大枚数
| JPEG | 約40枚 |
| RAW  | 約20枚 |

1. ↑  JPEGラージ
2. ↑  RAW

## EOS-1D MarkIIN

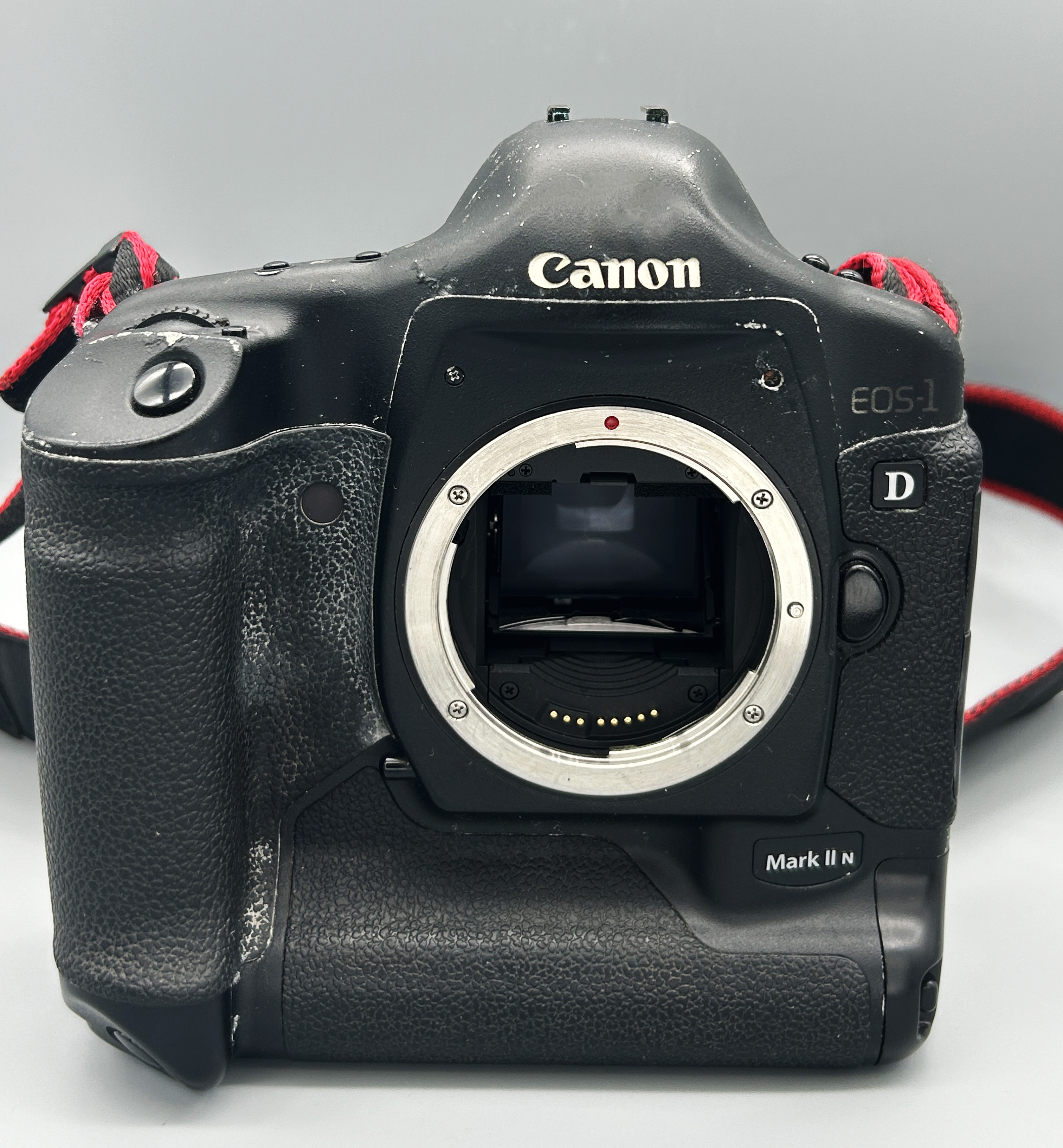
キヤノン EOS-1D MarkIIN

2005年9月に発売されたEOS 1D MarkIIの後継機。

### 主な仕様
| 撮影素子           | 28.7×19.1mmAPS-HサイズCMOSセンサー自社製                                                                                 |
| 有効画素数         | 約820万画素（総画素約850万画素）                                                                                         |
| 映像エンジン       | DIGIC II |
| レンズマウント     | キヤノンEFマウント |
| フォーカス         | 45点(全て選択可)オートフォーカス                                                                                         |
| ISO感度            | 100 - 1600相当、1/3・1段ステップ（3200相当への増感拡張、50相当への減感拡張設定可能）                                     |
| シャッター速度     | 1/8000 - 30秒（1/3段、1/2段ステップ）、バルブ、 X＝1/250秒                                                               |
| シャッター         | 電子制御式フォーカルプレーンシャッター                                                                                   |
| 測光方式           | 21分割TTL開放測光（評価測光、部分測光、スポット測光、中央部重点平均測光）                                                |
| 露出補正           | ±3段（1/3ステップ） |
| 調光               | E-TTL自動調光対応 |
| ホワイトバランス   | オート、太陽光、日陰、くもり、白熱電球、白色蛍光灯、ストロボ、マニュアル、色温度数値・直接設定、カスタムホワイトバランス |
| ファインダー視野率 | 上下左右とも約100% |
| ファインダー倍率   | 0.72倍（50mmレンズ・∞・－1dpt）                                                                                          |
| モニタ             | 23万ドット2.5インチTFT液晶モニタ                                                                                         |
| 連写枚数           | 約8.5枚/秒（高速連写）、約3枚/秒（低速連写）                                                                             |
| 大きさ             | 156（幅）×157.6（高さ）×79.9（奥行）mm                                                                                   |
| 重量               | 1,220g（本体のみ、バッテリー335g）                                                                                       |

#### 連写可能最大枚数
| JPEG | 約48枚 |
| RAW  | 約22枚 |

1. ↑  JPEGラージ
2. ↑  RAW

## EOS-1D MarkIII

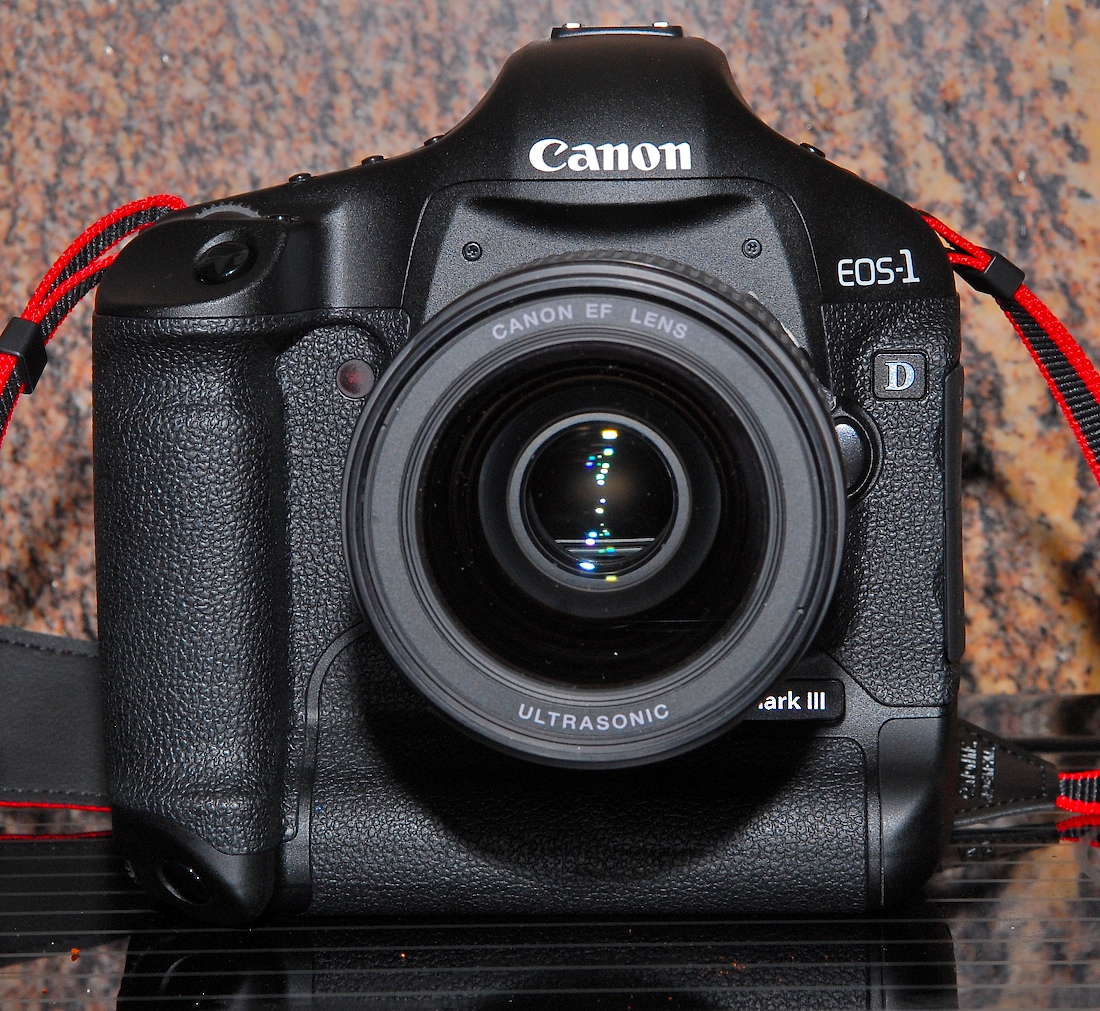
キヤノン EOS-1D MarkIII

2007年5月発売の1D MarkIINの後継機。1Dシリーズとして初めて映像エンジンをデュアル搭載した。（Dual DiGiCⅢ)

### 主な仕様
| 撮影素子           | 28.1×18.7mmAPS-HサイズCMOSセンサー自社製                                                               |
| 有効画素数         | 約1,010万画素（総画素約1,070万画素）                                                                   |
| 映像エンジン       | DIGIC III（デュアル）                                                                                  |
| レンズマウント     | キヤノンEFマウント                                                                                     |
| フォーカス         | 45点(19点クロス、26点アシスト)19点のみ選択可オートフォーカス                                           |
| ISO感度            | 100 - 3200相当、1/3・1段ステップ（6400相当への増感拡張、50相当への減感拡張設定可能）                   |
| シャッター速度     | 1/8000 - 30秒、バルブ、X=1/300秒（EOS用スピードライト使用時）                                          |
| シャッター         | 電子制御式フォーカルプレーンシャッター                                                                 |
| 測光方式           | 63分割TTL開放測光（評価測光、部分測光、スポット測光、中央部重点平均測光）                              |
| 露出補正           | ±3段（1/3、1/2段ステップ）                                                                             |
| 調光               | E-TTL自動調光対応                                                                                      |
| ホワイトバランス   | オート、太陽光、日陰、くもり、電球、蛍光灯、ストロボ、マニュアル、色温度指定、カスタムホワイトバランス |
| ファインダー視野率 | 上下左右とも約100%                                                                                     |
| ファインダー倍率   | 0.76倍（50mmレンズ・∞・－1dpt）                                                                        |
| モニタ             | 23万ドット3.0インチTFT液晶モニタ                                                                       |
| 連写枚数           | 約10枚/秒（高速連写）、約3枚/秒（低速連写）※ただし、AFモードにより変動                                 |
| 大きさ             | 156（幅）×156.6（高さ）×79.9（奥行）mm                                                                 |
| 重量               | 1,155g（本体のみ、バッテリー180g）                                                                     |

#### 連写可能最大枚数
※ただし、ISO感度・AFモードにより変動。JPEG-Large画質10の場合、ISO感度によって変動するが、多くても70枚である（UHS-1カード時）
| JPEG               | 約110枚 |
| RAW                | 約30枚  |
| JPEG・RAW 同時記録 | 約22枚  |

1. ↑  1枚/秒から10枚/秒の間でカスタムが可能
2. ↑  JPEGラージ
3. ↑  RAWラージ+JPEGラージ

## EOS-1D MarkIV

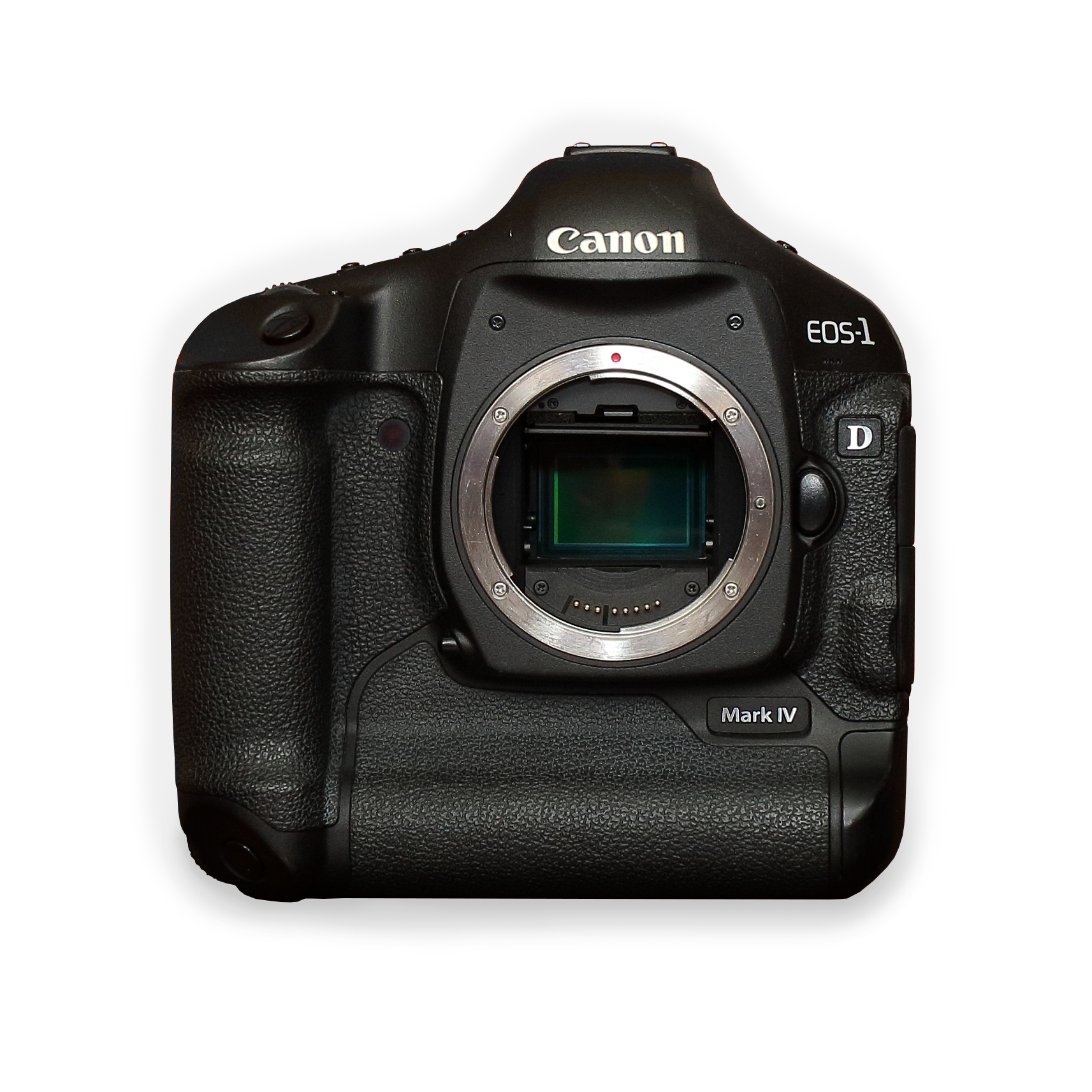
キヤノン EOS-1D MarkⅣ

2009年12月26日発売の1D MarkIIIの後継機。1Dシリーズとして初めて動画撮影に対応。

### 主な仕様
| 撮影素子           | 27.9×18.6mmAPS-HサイズCMOSセンサー自社製                                                               |
| 有効画素数         | 約1,610万画素                                                                                          |
| 映像エンジン       | DIGIC IV（デュアル）                                                                                   |
| レンズマウント     | キヤノンEFマウント                                                                                     |
| フォーカス         | 45点オートフォーカス 45点全て任意選択可能                                                              |
| ISO感度            | 100 - 12800相当、1/3・1段ステップ（102400相当への増感拡張、50相当への減感拡張設定可能）                |
| シャッター速度     | 1/8000 - 30秒、バルブ、X=1/300秒（EOS用スピードライト使用時）                                          |
| シャッター         | 電子制御式フォーカルプレーンシャッター                                                                 |
| 測光方式           | 63分割TTL開放測光（評価測光、部分測光、スポット測光、中央部重点平均測光）                              |
| 露出補正           | ±3段（1/3、1/2段ステップ）                                                                             |
| 調光               | E-TTL自動調光対応                                                                                      |
| ホワイトバランス   | オート、太陽光、日陰、くもり、電球、蛍光灯、ストロボ、マニュアル、色温度指定、カスタムホワイトバランス |
| ファインダー視野率 | 上下左右とも約100%                                                                                     |
| ファインダー倍率   | 0.76倍（50mmレンズ・∞・－1dpt）                                                                        |
| モニタ             | 92万ドット3.0インチTFT液晶モニタ                                                                       |
| 連写枚数           | 約10枚/秒（高速連写）、約3枚/秒（低速連写）                                                            |
| 大きさ             | 156（幅）×156.6（高さ）×79.9（奥行）mm                                                                 |
| 重量               | 1,180g（本体のみ、バッテリー180g）                                                                     |

#### 連写可能最大枚数
| JPEG               | 約85枚（約121枚） |
| RAW                | 約26枚（約28枚）  |
| JPEG・RAW 同時記録 | 約20枚（約20枚）  |

### 主な仕様（動画）
| 映像記録方式 | MPEG-4 AVC/H.264 可変（平均）ビットレート方式                       |
| 音声記録方式 | リニアPCM                                                           |
| 測光方式     | 評価測光、中央部重点平均測光                                        |
| ISO感度      | 100 - 12800相当、1/3・1段ステップ（102400相当への増感拡張設定可能） |
| 録音         | 内蔵モノラルマイク（外部ステレオマイク端子装備）                    |

#### ファイルサイズ
| MOV | 約330MB/分 - 約165MB/分 |

1. ↑  1枚/秒から10枚/秒の間でカスタムが可能
2. ↑  JPEGラージ。括弧内はUltra DMA（UDMA）モード6対応カード使用時。
3. ↑  括弧内はUltra DMA（UDMA）モード6対応カード使用時。
4. ↑  RAWラージ+JPEGラージ。括弧内はUltra DMA（UDMA）モード6対応カード使用時。
5. ↑  1920×1080（30p・25p・24p）、1280×720（60p・50p）
6. ↑  640×480（60p・50p）